# سکسی رد
جنی نیارا وری (به انگلیسی: Janae Nierah Wherry؛ زادهٔ ۱۵ آوریل ۱۹۹۸) مشهور به سکسی رد (به انگلیسی: Sexyy Red) رپر و خوانندهٔ آمریکایی می‌باشد.